# 芳川町 (浜松市)
芳川町（ほうがわちょう）は静岡県浜松市中央区の町名。丁番を持たない単独町名である。住居表示未実施。

## 地理
浜松市中央区の東部に位置する。北側を東西に国道150号（掛塚街道）が通る。東で石原町、西で参野町と恩地町、南で四本松町、北で本郷町と安松町に接する。

### 河川
- 芳川
- 東芳川

### 学区
- 浜松市立芳川小学校
- 浜松市立南陽中学校

## 歴史

### 町名の由来
1954年に芳川村が浜松市に編入する際、芳川の名を地名として残したいと考えた。当時、芳川村の中心地であった大橋と神出の2つの字を合わせて芳川町とした。なお、大橋は参野村の一部であった。神出は安松の一部であった。

### 沿革
- 1876年（明治9年） - 長上郡参野村・安松村が周辺の村と合併し、都盛村となる[書籍 2]。
- 1889年（明治22年）4月1日 - 町村制の施行により、長上郡都盛村が周辺の村と合併して長上郡芳川村となる[WEB 8]。旧村名は芳川村の大字として残る[書籍 3]。
- 1896年（明治29年）4月1日 - 郡制の施行により、芳川村の所属郡が浜名郡に変更となる。
- 1954年（昭和29年）7月1日 – 芳川村が浜松市に編入される。
- 1955年（昭和30年） - 大字都盛の一部を分離し、芳川町を新設する。
- 2007年（平成19年）4月1日 - 浜松市が政令指定都市となる。芳川町は南区の一部となる。
- 2024年（令和6年）1月1日 - 浜松市の行政区再編により、芳川町は中央区の一部となる。

## 施設
- 浜松市立芳川幼稚園
- 浜松市立芳川小学校
- 浜松市立南陽中学校
- 静岡県警察浜松東警察署芳川町交番
- 芳川郵便局
- JAとぴあ浜松芳川支店

## 交通

### バス
- 遠鉄バス1遠州浜線、90・96掛塚線：（浜松駅 方面 - ）芳川西 - 芳川（ - 遠州浜四丁目・遠州浜温泉／掛塚・豊浜郵便局 方面）

### 道路
- 国道150号（掛塚街道）[書籍 4]
- 浜松市道掛塚砂山線（大浜通り）[書籍 5]
- 浜松市道芳川1号線（旧掛塚街道）[WEB 9][WEB 10]
- 浜松市道芳川3号線（芳川通り）[WEB 11][WEB 10]
- 浜松市道芳川5号線（旧掛塚街道）[WEB 9][WEB 10]
- 浜松市道芳川20号線（旧五島道）[WEB 11][WEB 10]

## その他

### 警察
警察の管轄区域は以下の通りである。
| 番・番地等 | 警察署       | 交番・駐在所 |
| ---------- | ------------ | ------------ |
| 全域       | 浜松東警察署 | 芳川町交番   |

### 消防
消防の管轄区域は以下の通りである。
| 番・番地等 | 消防署   | 本署/出張所 |
| ---------- | -------- | ----------- |
| 全域       | 南消防署 | 芳川出張所  |

### 書籍
1. ↑  『わが町文化誌 水と光と緑のデルタ』浜松市南陽公民館、1991年10月22日、30頁。
2. ↑  『浜松市史 三』浜松市役所、1980年3月26日、20,21頁。
3. ↑  『浜松市史 三』浜松市役所、1980年3月26日、176頁。
4. ↑  『わが町文化誌 水と光と緑のデルタ』浜松市南陽公民館、1991年10月22日、63-65頁。
5. ↑  『わが町文化誌 水と光と緑のデルタ』浜松市南陽公民館、1991年10月22日、70,71頁。

### WEB
1. ↑  “h02_22.csv”.   総務省 (2022年2月10日). 2024年7月28日閲覧。
2. ↑  “chuouku_menseki.xlsx”.   浜松市 (2024年3月12日). 2024年7月28日閲覧。
3. ↑  “静岡県 浜松市中央区 芳川町の郵便番号 - 日本郵便”.   日本郵便. 2025年2月15日閲覧。
4. ↑  “市外局番の一覧”.   総務省 (2022年3月1日). 2024年6月10日閲覧。
5. ↑  “事業所案内及び管轄地域（事務所3件、分室3件）”.   一般社団法人静岡県自動車会議所. 2024年6月10日閲覧。
6. ↑  “住居表示実施状況”.   浜松市 (2024年1月4日). 2024年6月10日閲覧。
7. ↑  “04aisyoumap-yurai3.pdf”.   浜松市. 2024年6月10日閲覧。
8. ↑  “historyofcities.pdf”.   静岡県総務部合併推進室・財団法人静岡県市町村振興協会. 2024年10月8日閲覧。
9. 1 2  “07aisyouhyoushiki-hyoushiki3.pdf”.   浜松市南陽協働センター (2024年7月5日). 2024年8月5日閲覧。
10. 1 2 3 4  “08aisyouhyoushiki-itizu.pdf”.   浜松市南陽協働センター (2024年7月5日). 2024年8月5日閲覧。
11. 1 2  “06aisyouhyoushiki-hyoushiki2.pdf”.   浜松市南陽協働センター (2024年7月5日). 2024年8月5日閲覧。
12. ↑  “芳川町交番｜静岡県警察”.   静岡県警察 (2024年1月1日). 2024年7月28日閲覧。
13. ↑  “消防署の町別管轄「ほ」／浜松市”.   浜松市 (2020年3月25日). 2024年7月28日閲覧。